# الحداء (قبيلة)

صورة لحيد الكميم من الحداء

الحداء إحدى قبائل مذحج الرئيسية في اليمن تقطن في الشمال الشرقي من محافظة ذمار، وتنقسم الحداء إلى ثلاثة فروع هي بني زياد، بني بخيت وعبيدة.
ينسبها الإخباريون إلى الحداء بن مراد بن مالك وهو مذحج بن أدد بن زيد بن يشجب بن عريب بن زيد بن كهلان بن سبأ.
ويتشكل الكيان التوزيع الديموغرافي للحداء في مجموعة من العُزل هي: عزلة بني بخيت، الكميم، بني قوس، زراجة، ثوبان، كومان، آل زياد بوسان، الشبطان، العابسية، النصرة، عبيدة العلياء وعبيدة السفلى، ومشائخهاء بني زياد هم آل زياد
بني بخيت هم آل البخيتي
وكل عزلة من هذه العُزل تشمل جملة من القرى والوديان.
وتوجد في الحداء آثار ومواقع تاريخية تعود للعهدين السبئي والحميري. إذ كانت بينون إحدى ممالك اليمن القديمة التي يعتقد المؤرخون أن الملك أبو كرب أسعد هو من شيدها ويستدلون في ذلك بما أخبره حسان بن ثابت الأنصاري في بعض قصائده:
كما أشار إلى ذلك الكاتب والمؤرخ صالح علي قايد أبوهويده في كتابه تاريخ الحداء والشواهد العصرية ويوجد في بينون بعض الآثار التي تدل على أهميتها في ذلك العهد مثل نفق جبل النقوب وجبل النصلة، وحصن بينون الذي لم يتبق منه سوى الأطلال بعد تعرضه إما للنهب أو التخريب أو محاولة بعض أهالي مخلاف ثوبان في تزيين أركان منازلهم ببعض أحجاره. وتحتفظ النخلة الحمراء بنفس الأهمية التي تتمتع بها بينون، وقد عثر فيها في العام 1933 على تماثيل برونزية تعود للملك ذمار علي يهبر وابنه الملك ثاران يهنعم ولم يتم تحديد هوية التمثال الثالث بسبب تعرضه للتلف. وقد تم العثور على آثار أخرى في مناطق متفرقة في محيط القريتين أنفتي الذكر.

## الموقع
تقع مديرية الحداء في الجهة الشمالية الشرقية لمحافظة ذمار
تبلغ مساحتها 1806.4 كم2، يسكنها 143,799 نسمة.
مركز المديرية: زراجة.
ويحد مديرية الحداء من الشمال بني ضبيان وخولان، من الجنوب عنس وقيفة ولد ربيع، من الشرق بني ضبيان ورداع، أمّا من الغرب فتحدّها جهران وبلاد الـروس.

## الآثار القديمة والإسلامية
تحتوي المديرية على عدد غير محدود من المواقع الأثرية يعود بعضها إلى زمن لم يتم تحديده حتى الآن، في حين تم التعرف على الكثير من آثارها وتحديد الزمن الذي تعود مثل آثار العهدين السبئي والحميَري. وتقل—بشكل ملحوظ—الآثار الإسلامية.
ومن أهم المواقع الأثرية في المديرية قرية بينون في مخلاف ثوبان، والنخلة الحمراء في الكميم ومناطق أخرى متفرقة مثل قرى نونه، بني حديجة، بني سبأ، بني عيسى، النَّصَرة، كومان، والزور. إذ لا زالت بعض بقايا البِرَك والسدود والطرق الصخرية المعبّدة تشكل شواهد قائمة على أن تلك القرى قد شكلت أهمية في زمن الممالك اليمنية القديمة.

## بينون
يعتقد المؤرخون بأنها إحدى الممالك القديمة التي شيدها الملك أبو كرب أسعد الذي عرّفه الكثير منهم بالكامل. وبها بقايا آثار نجت من عمليات النهب والتخريب المتعمد واستيلاء بعض الأهالي مثل سور الذي أحاط بالقرية، وبقايا جدران الحصن وآثار طمرت بسبب السيول والزلزال الذي ضرب محافظة ذمار في العام 1982.
وأهم ما يميز بينون عن غيرها نفقين نقبا في جبل النقوب ويربط قرية حياوة بوادي الجلاهم وآخر في جبل النصلة لا زال مطمور بسبب اعتقاد الأهالي بأنه يحتوي على بعض كنوز الملك أبو كرب أسعد، وقد أدى هذا الاعتقاد ببعض الأهالي إلى تهديد كل من يحاول إعادة فتح ذلك النفق. ويربط النفق بين النصلة ووادي نمارة. ويوجد في النفق الأول بقايا نقش كتب بخط المسند يزعم بعض الأهالي أن نصه: كلنا الذهب مثل كيل الطعام، ويزعم البعض الآخر أنه: إشربي يا حياوة من نمارة تغنام. وقد تعذرت قراءة ذلك النقش بسبب تعرضه للتلف. ويسبق هذا النفق قناة كبيرة شقت في قاعدة الجبل من أجل إيصال المياه إلى مدخل النفق. ويوجد في جانبي النفق تجاويف يعتقد أنها لألواح تم استخدامها في عملية نقل الماء. ويمتد النفق 150 متراً مع انكسار قائم الزاوية في منتصف النفق.

## النخلة الحمراء
مدينة سبئية قديمة شيدت فوق مرتفع جبلي حصين، عثر فيها على تمثالي الملكين ذمار علي يهبر وابنه ثاران يهنعم والذين كانا يزينان مدخل القصر الموجود في المدينة، والمسمى (صنع)، ولا تزال آثار المدينة القديمة تنتشر على سطح الموقع، كما تظهر بقايا أساسات ضخمة لمبانٍ من العصر الحميري.. وتقع النخلة الحمراء في وادي الجهارنة، الذي تتجمع مياهه في شبكة قنوات معقدة تعود إلى العصر الحميري، وتصب في سد الكميم الأثري.
تمثـالا (ذمار علي وابنـه ثاران):- تعتبر التماثيل من أهم الشواهد الأثرية المكتشفة، فهي تعطينا فكرة واضحة عن المعتقدات والطقوس الدينية التي كان يزاولها الإنسان القديم في عصوره السحيقة، كما أنها تطلعنا على نوعية الملابس التي كانوا يرتدونها وكيفية تصفيف شعور رؤوسهم ولحاهم، وإذا نظرنا إلى فن النحت عند اليمنيين القدماء سنجد أن أعمال النحت نفذت على مواد من الرخام والمعادن كالذهب والبرونز كتماثيل لبعض الملوك والسيدات، وقد وجد تمثال من النحت البديع في منطقة مكيراس للأعضاء التناسلية عند كل مــن الرجل والمرأة، ولربما يرمز ذلك إلى إله الخصب كما تشير السنبلة إلى ذلك أيضاً، وهناك تماثيل كثيرة عثر عليها في بعض المواقع الأثرية في اليمن، وهي مصنوعة من البرونز، ومن هذه المكتشفات عثر في مأرب سنة (1952 م) على عدد غير يسير من تلك التماثيل البرونزية منها تمثال معروض في المتحف الوطني يمثل شخصاً نقش عليه اسمه، ويرجح أنه من أقدم التماثيل البرونزية التي عثر عليها حتى الآن، وفي مدينة (تمنع) عاصمة دولة قتبان عثر على تمثالين من البرونز يمثل كل منهما لبؤة بكفل أسد يعتليها غلام عاري يمسك قوساً بيمناه ويقبض بيسراه سلسلة كانت تنتهي بطوق يحيط بعنق اللبؤة.ref>قريبا وللمرة الاولى .. تمثال (ذمار علي) الملك الحميري في شوارع ذمار سبتمبر نت، نُشر في 18 مارس 2021</ref>
فالتماثيل اليمنية البرونزية (عموماً) ذات قيمة متميزة، فهي لا تتميز بكثرتها فحسب وإنما بجودة صنعها ودقتها، وأبرز هذه التماثيل التي عثر عليها حتى الآن هما تمثالا (ذمار علي وابنه ثاران يهنعم).
عثر على هذان التمثالان عام (1931 م) في النخلة الحمراء (يكلى) حيث وجدا مكسوران وقطعهما متناثرة وصادئة، وفي عام (1977 م) عقدت اتفاقية بين اليمن وألمانيا الاتحادية لترميمهما ومحاولة صياغتهما كاملين (طبق الأصل)، وقد مرت عملية الترميم بثلاث مراحل أساسية هي معالجة القطع وتشطيفها، والثانية هي إعادة صب التمثالين صياغة جديدة، (صورة طبق الأصل)، والمرحلة الثالثة هي إعادة التركيب، وفي أواخر سنة (1983 م) أعيد هذان التمثالان إلى اليمن وهما الآن معروضان في المتحف الوطني بصنعاء وهما ذو تأثير

## نبذة تاريخية عن الملك ذمار علي وابنه ثاران
كان «ذمار علي» وابنه «ثاران يهنعم» من مؤسسي الدولة السبئية ( وهم من أبناء مذحج) الموحدة أو ما عرف في
الموروث العربي واليمني بدولة (التبابعة)، وذلك في (الربع الأول من القرن الرابع الميلادي)،
وكان قد سبقهما " شمر يهرعش " الذي حكم اليمن من أدناه إلى أقصاه تحت اسم ملك " سبأ وذي ريدان
وحضرموت ويمنات "، وبعده بعدد من السنيين كرس «ذمار علي» ثم ابنه " ثاران يهنعم " ذلك
الواقع الذي استمر حتى الغزو الحبشي لليمن عام (525 م)؛ ومما يؤيد ذلك أن «ذمار علي»
وابنه «ثاران» قد حازا على اللقب الملكي في هذه الفترة حيث نقش بالخط المسند على صدري
التمثالين عبارة ملكا سبأ وذي ريدان وهما «ذمــار علي» وابـنـه «ثاران» قد أمرا بأن يصاغ لهما هذان التمثالان من البرونز، وقررا أن يقدماهما إلى أنصارهما ورجالهما من أسرة بني ذرانح وعلى رأسهم ثلاثة من كبار هذه الأسر، وهم «بأهل أخضر» و«شرح سميدع» و«ماجد»، وذلك لكي ينصب هذان التمثالان على مدخل المنتدى أو بهو الاستقبال والجلوس والمداولات أي (المسود) الخاص ببني ذرانح التابع لقصرهم المسمى (صنع) القائم في النخلة الحمراء (يكلى) قديماً في أراضي الحداء? وقد شرح هذا النقش وعلق عليه الأستاذ «مطهر الإرياني» في كتابه: «نقوش مسندية وتعليقات».
وبصورة عامة فإن لهذين التمثالين دلائل حضارية وتاريخية كونهما يمثلان شخصيتين بارزتين في تاريخ اليمن القديم لعبت دوراً كبيراً في توحيد اليمن أرضاً وشعباً، كما يبرزان ـ أيضاً ـ الصلات الثقافية بين حضارة البحر المتوسط وجنوب الجزيرة العربية من خلال الكتابة القصيرة بالخط اليوناني الذي ظهر في الركبة اليسرى للتمثال، كما نلمح فكرة أخرى هي أن الختان لم يكن معروفاً في تلك العصور القديمة عند الإنسان اليمني القديم.

## الحطمة
قرية أثرية من العصر الحميري، يوجد بها عدد من المساكن التي أقيمت على أنقاض أساسات لمساكن حميرية قديمة، وتنتشر في المنطقة المحيطة بها النقوش القديمة والمواقع الأثرية.
أنفاق بني حديجة
النفق الأول حُفِر لتحويل الماء من واد منخفض إلى آخر مرتفع بواسطة سد، ويبلغ طول النفق حوالي (200 م) ما بين الواديين
وكما يوجد أيضا معجزة بديعة في جبل المشخره بني علي الشبطان وهي عبارة عن كهف يسمى العشة كتبت على سقفه كلمة -معبدي-بقطرات ماء ما زالت تقطر إلى الآن كأنها عين والغريب في الأمر أن القطرات تنزل من جوف الجبل الذي يبلغ ارتفاعه 2800م عن سطح البحر—محمد أحمد أبوهويده--
بوسان
من المدن الحميرية المذكورة في النقوش، ولا يزال بها عدد كبير من النقوش المكتوبة، والأحجار الأثرية المزخرفة بأشكال هندسية ونباتية وحيوانية.
بني بداء
أشهر ما فيها: المصنعة المعروفة بمصنعة بني بداء، والتي يتم الوصول إليها عبر طريق منحوتة في أصل الجبل.

## العقم
يوجد بها بقايا سد حميري كبير جرفت السيول أطرافه، ولم يبق منه سوى وسطه، وهو الجزء الخاص بتصريف المياه.
يكار
مدينة حميرية قديمة تقع في قاع جهران، تحتوي على آثار وكتابات حميرية وخاصة على مسجد القرية.
حمة القاع
من أقدم المدن الحميرية، يعود تاريخها إلى العصر البرونزي، حوالي (1600 ق. م)، شيدت المدينة فوق مرتفع جبلي وأحيطت بسور دفاعي، وبداخلها تظهر الشوارع الرئيسية والفرعية بين مساكن المدينة.
الأسواق الشعبية
السوق الشعبي في مديرية الحداء يقام في مدينة زراجة مركز المديرية يوم الإثنين من كل أسبوع، ويقصده سكان المناطق المجاورة لشراء احتياجاتهم.

## قرية نونة
قرية أثرية على سفح جبل بجوار العقم في مديرية الحداء وتحاط بسور عظيم ذات أبواب وبها مسجد الناصرية لا زالت آثارهـ ماثله للعيان وبها آثار سد الخانوق عليه كتابات حميرية قديمه
وتبعد قرية نونه 10 كيلومتر من مدينة معبر وتعتبر من أكبر القرى وأقدمها بالمنطقة وامتداد جذورها للعصر الحميري نظرا لما تحتويه من اثار وصخور عليها كتابات حميرية وأيضا لوجود سد قديم به نقوش حميرية قديمه.
ومعنى «نونه» في اللغة الحميرية هي قطعة الفضة التي توضع على جبين المرأة لتتزين بها فكانت نونه تمثل المركز والبؤرة.

## تسلق الجبال والطيران الشراعي
تتوفر الأماكن المناسبة لرياضة تسلق الجبال في المديرية، مثل: جبال الأعماس، وجبل بينون، وبالنسبة للطيران الشراعي فيمكن ممارسته في نقيل مريد، ومنطقة بني عيسى وغيرها.
عبيده - الحداء (بني عزيز أو آل عزيز):
نتقسم الحداء إلى ثلاثة مخاليف رئيسيه هي: عبيده ومشائخها بني عزيز، وبني زياد ومشائخها آل زياد، وبني بخيت ومشائخها بيت مفتاح البخيتي. تضم عبيده عزلتين هما: عبيده العليا (و قراها: تنن - جرشب - المليح - البردون - بني عكروت) وعبيده السفلى (و قراها: الميثال - المصينعه - الحيد الأبيض - رأسه - بشار - القضاضه - المصاقره).تمثل عبيده ثلث الحداء ومشائخها بيت عزيز وعلى رأسهم الشيخ عبد الكريم حسين صالح عزيز والشيخ محمد أحمد حسين عزيز. عرفت أسرة آل عزيز بمقاومة الإمامة البغيضة ومحاربتها في عقر دارها بصعدة وقدمت عدد من خيرة أبنائها شهداء فداء للحرية والعزة وعلى رأسهم الشيخ محمد حسين صالح عزيز. كما اصيب عدد آخر مهم بعيارات ناريه لا تزال آثارها موجوده حتى الآن مثل الشيخ صالح عزيز محمد الذي اصيب بعدد من الطلقات النارية التي شفي منها ولا يزال رمزا بارزا يحكي مآثر هذه الأسرة العظيمة. كما أن لأسرة بني عزيز تاريخ سابق وحافل بمقارعة حكم الإمامة الجبروتي تمثل في الشيخ حسين عزيز الذي واجه بعزه وصمود جيوش الإمامة التي جاءت إلى قرية الميثال لإخضاعه وهدمت أحد قصور الأسرة المسمى دار الجرايا الذي أعيد بناؤه من جديد يحكي أساساته حقد الإمامة على احرار أبناء اليمن. ولا يزال دار النجد رمزا شامخا يحكي تاريخ ساكنيه منذ أكثر من ثلاثمائة سنة من تشييده ولا يزال مسكون حتى اللحظة. برز في أسرة آل عزيز الكثير من حملة العلم والمعرفة والطب والتجارة والسلك العسكري. حيث كان الشيخ صالح حسين عزيز والشيخ علي عبد الله عزيز من كبار التجار اليمنيين المغتربين في السودان الشقيق واللذين لم يبخلوا بالنفس والمال في سبيل إنجاح ثورة سبتمبر المجيدة وكانت لهم لقاءات مع أبي الأحرار الزبيري. أيضا الشيخ محمد أحمد عزيز الذي كان أركان حرب في أحد الألوية ما بعد الثورة وكان رفيقا للرئيس السابق إبراهيم الحمدي وزميلا للسلاح. وبرز من أبناء هذه الأسرة الكريمة الشيخ صلاح بن صلاح عزيز الذي كان آخر منصب تقلده هو وكيل لوزارة الكهرباء والمياه قبل تفرغه لمساندة أسرتة وقبيلته في شؤونها القبيلة الأخرى. وكذلك الدكتور ناصر عزيز من أبرز الأطباء بمحافظة ذمار. والعقيد عبد الإله عزيز والعقيد حسين صالح حسين عزيز اللذان خدما الوطن بكل صدق وإخلاص. وفي المجال الهندسي برز المهندس حسين صالح عزيز شامخا كشموخ حيد ضركام وتقلد عديد من المناصب في شركة توتال الفرنسية كان آخرها مديرا للإنتاج في محافظة حضرموت قبل سفره لتقلد منصب أكبر في أحد فروع شركة توتال في كوريا الجنوبية. وكذلك البروفيسور عبد الله صالح عزيز الذي يعمل حالياً في جامعة ذمار. وكذا المهندس على محمد عبد الله عزيز الذي يعمل في وزارة الكهرباء. ولا ننسي الشيخ عبد العزيز أحمد عزيز الذي شغل منصب القنصل في سفارة اليمن بالمملكة العربية السعودية..والكثير منهم من لا يزال يثري الوطن بتقديم أفضل ما لديه
قرية الميثال الحداء:
قرية الميثال إحدى أكبر قرى قبيلة الحداء وهي مسقط رأس بني عزيز مشائخ ضمان عبيده. يحدها من الشمال والشمال الشرقي حيد بشار وقرى بشار والمصينعه والنصرة، أما من الجنوب فتحدها قرية ذي منكر وقرية الحيد الأبيض. ويحدها من الشرق جبل ضركام. ومن جهة الغرب قرى الكلبة وراسه وشوكان. تشتهر الميثال بحصونها الأثرية ودورها العامرة، مثل حيد الحصن والنصيب والحافة ودار الجراي ودار النجد لمالكيها بني عزيز. ودار العلم لبيت غيلان ودار بين محمد علي ودور أخرى شامخ وسط القرية. سميت الميثال بهذا الاسم نسبة إلى خضرتها الدائمة وانتشار شجرة الاثل (الميثال) بكثرة فيها مما يعطيها كساء أخضر وهواء نقي وطبيعة خلابة تنعكس في نفسيات أبنائها الكرام. تنقسم قرية الميثال إلى عدة قرى هي الرقة والصرم والبلد وراس السواد والمعماري وبغاط والمزرعة. تشتهر الميثال بنشاطها الزراعي والتجاري ففيها مركز بغاط التجاري الذي يضم عدد من البقالات الكبيرة ومحطة بنزين ومجزرة ومسلخ للحوم الطازجة من الأغنام والأبقار والدجاج. كما يوجد بها واحدة من أحدث مزارع الدجاج بالجمهورية اليمنية التي ترفد القرى المجاورة ومحافظة ذمار بللحوم البيضاء الطازجه.إضافة إلى محالّ الخدمات الأخرى المنتشرة على طول الطريق الخاص بالقرية. تشتهر أيضا بزراعة الحبوب والمحاصيل من الذرة والقمح والبر والشعير والعدس. كذلك اكتسبت القرية شهره واسعة في زراعة القات رغم استياء بعض ساكني القرية. ومن أبرز مزارع القات المعروفة في القرية وفي أسواق القات اليمنية بما فيها صنعاء هي قات المحباس والمخيزع وقات الحجلة ومال الضاحه التي تندرج تحت مسمى قات الحداء. كما ينتشر في القرية حرفة رعي الأغنام وبعض الحرف التقليدية الأخرى.